# Shobhana Narasimhan
Shobhana Narasimhan es una profesora de Ciencias Teóricas y Decana de Asuntos Académicos en el Centro Jawaharlal Nehru para Investigación Científica Avanzada en Bangalore, India. Su principal área de interés es la nanociencia computacional. Su investigación examina cómo la disminución de la dimensionalidad y la reducción del tamaño afectan las propiedades del material. Es miembro de la Academia Nacional de Ciencias de la India.

## Educación y carrera
Narasimhan obtuvo su licenciatura en Física del St. Xavier's College, Mumbai en 1983 y su maestría en Física del IIT Bombay en 1985. Recibió su doctorado en Física Teórica de la Universidad de Harvard en 1991.  Posteriormente, realizó su trabajo postdoctoral en el Laboratorio Nacional Brookhaven, EE. UU. y en el Instituto Fritz-Haber de la Sociedad Max Planck en Berlín, Alemania.  Se unió a la Unidad de Ciencias Teóricas del Centro Jawaharlal Nehru para Investigaciones Científicas Avanzadas , Bangalore, India como facultad en 1996.
Tiene un gran interés en los métodos de enseñanza innovadores y ha organizado y participado en muchos talleres interactivos en varios países. También está interesada en promover a las mujeres en las causas de la ciencia.  Es miembro del panel de la iniciativa Mujeres en la ciencia de la Academia de Ciencias de la India y ha organizado un taller de desarrollo profesional para mujeres en la física en el Centro Internacional de Física Teórica en Trieste, Italia.

## Premios y reconocimientos
Se convirtió en miembro de la Academia Nacional de Ciencias de la India en 2011. También recibió el Premio Científico Stree Shakti Samman en 2010 y el Premio Científico Mujer Kalpana Chawla del Gobierno de Karnataka en 2010.